# Irish Open (tennis)
Irish Open Championships är en tennisturnering som spelades första gången 1879. Turneringen organiseras av Fitzwilliam Club i Dublin, där turneringen spelas på hard-courtbanor veckan efter Wimbledonmästerskapen. Turneringen är efter Wimbledonturneringen den äldsta större tennisturneringen.
Irish Open spelades redan från början som en årlig turnering med både dam- och herrklasser (singel, dubbel och mixed dubbel). Detta innebär att det är den första turneringen med en kvinnlig singelmästare (May Langrishe, mästare 1879, 1883 och 1886). Den förste manlige singelmästaren blev irländaren Vere St Leger Goold. 
Från start och fram till första världskriget var turneringen mycket populär med deltagande av de flesta europeiska elitspelarna. Under mellankrigsperioden hamnade turneringen i skymundan för bland annat Wimbledonmästerskapen, men från 1968, då sponsrad av firman P. J. Carrol and Co Ltd, fick den förnyad popularitet med deltagande av flera av de främsta elitspelarna. Fram till 1973 spelades turneringen på gräsbanor, därefter på hard-court. Under tre år (1971-73) var turneringen listad som WTA-turnering. Under 2000-talet spelas Irish Open som Future-turnering för män. 
| År        | Manliga singelmästare                                                             |
| --------- | --------------------------------------------------------------------------------- |
| 1879      | Vere St Leger Goold                                                               |
| 1880-1888 | Ernest Renshaw (4 titlar), William Renshaw (3 titlar), Herbert Lawford (2 titlar) |
| 1889      | Willoughby Hamilton                                                               |
| 1890-1903 | Reginald Doherty, Laurie Doherty, Wilfred Baddeley, Joshua Pim                    |
| 1904-1913 | James Cecil Parke (8 titlar)                                                      |
| 1968      | Tom Okker (Nederländerna)                                                         |
| 1969      | Bob Hewitt (Sydafrika)                                                            |
| 1970-1973 | Tony Roche (Australien), Cliff Drysdale (Sydafrika), Mark Cox (Storbritannien)    |
| 1974      | Sherwood Stewart (USA)                                                            |
| 2001      | Timothy Barry                                                                     |
| 2002      | Conor Taylor                                                                      |
| 2003      | Conor Niland (Irland)                                                             |
| 2004      | Owen Casey                                                                        |
| 2005      | Timothy Barry                                                                     |
| 2006      | Conor Niland (Irland)                                                             |
| 2007      | Matt Doyle                                                                        |
| 2008      | Roland Budd                                                                       |
| 2009      | Charles-Antoine Brezac                                                            |
| 2010      | Daniel Cox (Storbritannien)                                                       |

| År        | Kvinnliga singelmästare             |
| --------- | ----------------------------------- |
| 1879      | May Langrishe                       |
| 1880      | D. Meldon                           |
| 1881      | Spelades inte                       |
| 1882      | H. Abercrombie                      |
| 1883      | May Langrishe                       |
| 1884      | Maud Watson                         |
| 1885      | Maud Watson                         |
| 1886      | May Langrishe                       |
| 1887      | Lottie Dod                          |
| 1888      | Blanche Bingley-Hillyard            |
| 1889      | L. ("Molly") Martin                 |
| 1890      | Molly Martin                        |
| 1891      | Molly Martin                        |
| 1892      | Molly Martin                        |
| 1893      | ML. Stanuell                        |
| 1894      | Blanche Bingley-Hillyard            |
| 1895      | Charlotte Cooper                    |
| 1896      | Molly Martin                        |
| 1897      | Blanche Bingley-Hillyard            |
| 1898      | Charlotte Cooper                    |
| 1899      | Molly Martin                        |
| 1900      | Molly Martin                        |
| 1901      | Muriel Robb                         |
| 1902      | Molly Martin                        |
| 1903      | Molly Martin                        |
| 1904      | W.A. Longhurst                      |
| 1905      | W.A. Longhurst                      |
| 1906      | W.A. Longhurst                      |
| 1907      | H.M. Garfit                         |
| 1908      | H.M. Garfit                         |
| 1909      | H.M. Garfit                         |
| 1910      | A. Holder                           |
| 1911      | D.R. Barry                          |
| 1912      | Ethel Thomson Larcombe              |
| 1913      | D.R. Barry                          |
| 1914      | I. Clarke                           |
| 1915–1918 | Spelades inte                       |
| 1919      | Elizabeth Ryan (USA)                |
| 1920      | Elizabeth Ryan                      |
| 1921      | Elizabeth Ryan                      |
| 1922      | Spelades inte                       |
| 1923      | Elizabeth Ryan                      |
| 1924      | H. Wallis                           |
| 1925      | Esna Boyd                           |
| 1926      | H. Wallis (Irland)                  |
| 1927      | Phoebe Holcroft Watson              |
| 1928      | Blair White                         |
| 1929      | Bobby Heine                         |
| 1930      | H. Wallis                           |
| 1931      | Blair White                         |
| 1932      | Jadwiga Jędrzejowska (Polen)        |
| 1933      | H. Wallis                           |
| 1934      | Hilde Krahwinkel Sperling (Danmark) |
| 1935      | Sheila Chuter                       |
| 1936      | Anita Lizana (Chile)                |
| 1937      | Rita Jarvis                         |
| 1938      | Helen Wills Moody (USA)             |
| 1939      | Alice Marble (USA)                  |
| 1940–1945 | Spelades inte                       |
| 1946      | Louise Brough (USA)                 |
| 1947      | Jean Nicholl Bostock                |
| 1948      | Sheila Summers                      |
| 1949      | Thelma Coyne Long (Australien)      |
| 1950      | Maria Teran Weiss                   |
| 1951      | Betty Lombard (Irland)              |
| 1952      | Maureen Connolly (USA)              |
| 1953      | Angela Mortimer (Storbritannien)    |
| 1954      | Maureen Connolly (USA)              |
| 1955      | Beverly Fleitz (USA)                |
| 1956      | Shirley Bloomer (Storbritannien)    |
| 1957      | Sandra Reynolds Price               |
| 1958      | Dorothy Knode (USA)                 |
| 1959      | Renée Schuurman (Sydafrika)         |
| 1960      | Dorothy Knode (USA)                 |
| 1961      | Ann Haydon Jones (Storbritannien)   |
| 1962      | Madonna Schacht (Australien)        |
| 1963      | Billie Jean King (USA)              |
| 1964      | Maria Bueno (Brasilien)             |
| 1965      | Maria Bueno (Brasilien)             |
| 1966      | Margaret Court (Australien)         |
| 1967      | Alex Soady (Storbritannien)         |
| 1968      | Margaret Court (Australien)         |
| 1969      | Billie Jean King (USA)              |
| 1970      | Virginia Wade (Storbritannien)      |
| 1971      | Margaret Court (Australien)         |
| 1972      | Evonne Goolagong (Australien)       |
| 1973      | Margaret Court (Australien)         |
| 1974      | Gail Sherriff (Frankrike)           |
| 1975      | Sue Mappin (Storbritannien)         |
| 1976      | Sue Mappin (Storbritannien)         |
| 1977      | Mary Sawyer (Australien)            |
| 1978      | Mary Sawyer (Australien)            |
| 1979      | Pam Whytcross (Australien)          |
| 1980      | Pam Whytcross (Australien)          |
| 1981      | Debbie Jevans                       |
| 1982      | Diane Desfor (USA)                  |
| 1983      | Kate Latham (USA)                   |